# Supercopa de Catalunya de bàsquet en cadira de rodes
La Supercopa de Catalunya de bàsquet en cadira de rodes és una competició esportiva de clubs de bàsquet amb cadira de rodes catalans. De caràcter anual, és organitzada per la Federació Catalana d'Esports de Persones amb Discapacitat Física. Hi participen els equips campions de la Lliga i de la Copa catalana de la temporada anterior. Disputen un partit final en una seu neutral que determina el campió de la competició.

## Historial
| En negreta = Equip guanyador (1) = Nombre de campionats (prò.) = Pròrroga Nota: Noms dels equips segons l'època |

| Edició | Temp.   | Data       | Campió                | Resultat | Subcampió               | Seu                                            | refs  |
| ------ | ------- | ---------- | --------------------- | -------- | ----------------------- | ---------------------------------------------- | ----- |
|        | 2016-17 | 03-09-2016 | CE Global Basket UAB  | 62–45    | UNES FC Barcelona       | Pavelló Municipal de Sant Julià de Vilatorta   | [ 1 ] |
|        | 2017-18 | 10-09-2017 | UNES FC Barcelona (1) | 55–22    | CEM L’Hospitalet BCR    | Pavelló Municipal de Sant Julià de Vilatorta   | [ 2 ] |
|        | 2018-19 | 02-09-2018 | CE Global Basket UAB  | 52–51    | CE Costa Daurada        | Pavelló Municipal de Sant Julià de Vilatorta   | [ 3 ] |
|        | 2019-20 | 08-09-2019 | CE Global Basket UAB  | 60–50    | CE Costa Daurada        | Pavelló Municipal de Sant Julià de Vilatorta   | [ 4 ] |
|        | 2020-21 |            |                       |          |                         |                                                |       |
|        | 2021-22 | 09-10-2021 | UNES FC Barcelona (2) | 75–20    | CEM L’Hospitalet BCR    | Pavelló Maria Victor, Palau-solità i Plegamans | [ 5 ] |
|        | 2022-23 | 28-08-2022 | UNES FC Barcelona (3) | 66–63    | CE Costa Daurada        | Pavelló Municipal de Sant Julià de Vilatorta   | [ 6 ] |
|        | 2023-24 | 04-09-2023 | UNES FC Barcelona (4) | 73–3     | CB Granollers Pisos.com | Pavelló Municipal de Sant Julià de Vilatorta   | [ 7 ] |